# Řád nezávislosti (Vietnam)
Řád nezávislosti (vietnamsky Huân chương Độc lập) je třetí nejvyšší státní vyznamenání Vietnamské socialistické republiky. Založen byl roku 1947 a udílen je občanům Vietnamu i cizincům.

## Historie a pravidla udílení
Řád byl založen spolu s Řádem zlaté hvězdy a Řádem Ho Či Mina zákonem č. 58/SL dne 6. června 1947 a zůstal zachován i po reformě vietnamských řádů, která proběhla 26. listopadu 2003.
Řád je udílen za mimořádně vynikající výsledky v politice, ekonomii, sociálních vědách, technice, diplomacii, vědě, obraně, bezpečnosti, literatuře a umění. Udílen může být i kolektivům, které dosahovaly vynikajících výsledků po dobu více než pěti let před udělením vyznamenání, a to se zachováním vnitřní jednoty a spolupráce se stranou. Řád III. třídy je udílen po dvaceti letech práce, v případě již dřívějšího udělení Řádu práce I. třídy, pak stačí 15 let. V případě udělení řádu II. třídy je vyžadována doba 25 let, pokud byl udělen již tento řád ve III. třídě, pak stačí 20 let. Řád I. třídy se udílí po třiceti letech práce, v případě dřívějšího udělení nižší třídy tohoto řádu pak stačí 25 let. Vyznamenání může být uděleno i posmrtně.

## Insignie
Řádový odznak kulatého tvaru je vyroben z pozlaceného bronzu a slitiny niklu s kobaltem. Ve střední části je na modře smaltovaném pozadí červeně smaltovaný kruh se zlatou pěticípou hvězdou. Při vnějším okraji odznaku je v horní části nápis HUÂN CHƯƠNG ĐỘC LẬP. Ve spodní části jsou dvě zlaté ratolesti mezi nimiž je natažena červená stuha a z ní vycházející rudé vlajky. Na stuze je zlatý nápis VIỆT NAM.
Stuha je červená se dvěma páry bílých pruhů při obou okrajích. Stuha z polyesteru pokrývá kovovou destičku ve tvaru pětiúhelníku. Vzhled tak vychází ze sovětské nikoliv vietnamské tradice. K rozlišení třídy jsou na stuze umístěny pěticípé zlaté hvězdičky (nejvyšší třída tři hvězdičky, nejnižší jedna hvězdička).

## Třídy
Řád je udílen ve třech třídách:

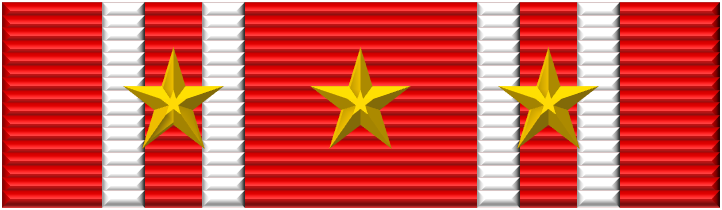
I. třída
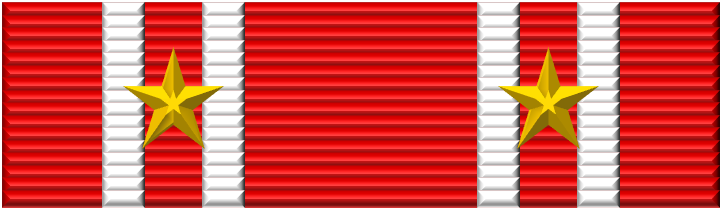
II. třída
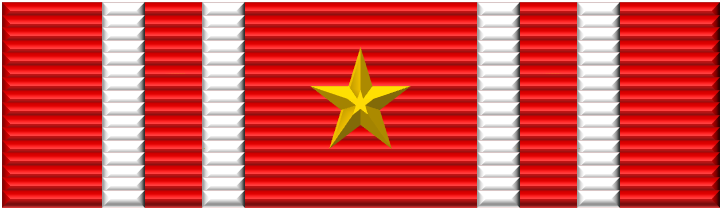
III. třída

- I. třída
- II. třída
- III. třída